# (13740) Lastrucci
(13740) Lastrucci est un astéroïde de la ceinture principale.

## Description
(13740) Lastrucci est un astéroïde de la ceinture principale. Il fut découvert le 18 septembre 1998 à Montelupo par Maura Tombelli et Egisto Masotti. Il présente une orbite caractérisée par un demi-grand axe de 2,55 UA, une excentricité de 0,27 et une inclinaison de 6,1° par rapport à l'écliptique.

## Compléments